# Лангенцерсдорф
Лангенцерсдорф (нім. Langenzersdorf) — ринкове містечко в окрузі Корнойбург у Нижній Австрії з 8062 мешканцями (станом на 1 січня 2023 р.).

## Географія
Лангенцерсдорф розташований у Вайнфіртелі у Нижній Австрії. Місто простягається вздовж північного берега Дунаю в районі Віденських воріт і тому знаходиться точно між Дунаєм і Бісамбергом. Площа торгового містечка займає 10,68 квадратних кілометрів. Вкрито лісом 14,66 відсотка території.
Північний край віденського штучного острова Дунай знаходиться поблизу Лангенцерсдорфа. Острів відокремлений від Дунаю водозабірною спорудою Лангенцерсдорф і є важливою частиною захисту Відня від повеней. Шлюз був побудований у 1975 році в рамках регулювання Дунаю у Відні.

## Конгрегаційна структура
Інших кадастрових громад, крім Лангенцерсдорфа, немає. Село Лангенцерсдорф має райони Ан-ден-Мюлен, Дірнельвізе, Зешлахт, Туттендорфль і Туттенхоф, а також промисловий центр і електростанцію.

## Історія
Знахідки в місцевості свідчать про поселення середнього неоліту (культура Ленг'єль), середньої бронзи, урнового поля та гальштатського періоду. Свідченням цієї культурної епохи є Лангенцерсдорфська Венера, знайдена в 1955-1956 роках в районі Бурляйтен.
Вперше Лангенцерсдорф згадується у 1108 році. Абатство Клостернойбург, що на іншому березі Дунаю, було монастирем з 12 століття. Століття найбільший землевласник і утримував панування. Місцевість, названа Ланген-Енцерсдорф у 1680 році, була частиною міста з середини XVII століття. століття поштова станція. середина 19-го Наприкінці 19 століття були побудовані корабельна станція та залізнична станція компанії Північно-Західної залізниці, що принесло місту економічний підйом. З кінця 19 ст На початку 20 століття все частіше почали будувати вілли та садові будинки.
15 жовтня 1938 Лангенцерсдорф став частиною 21 району Великого Відня.

## Культура і пам'ятки

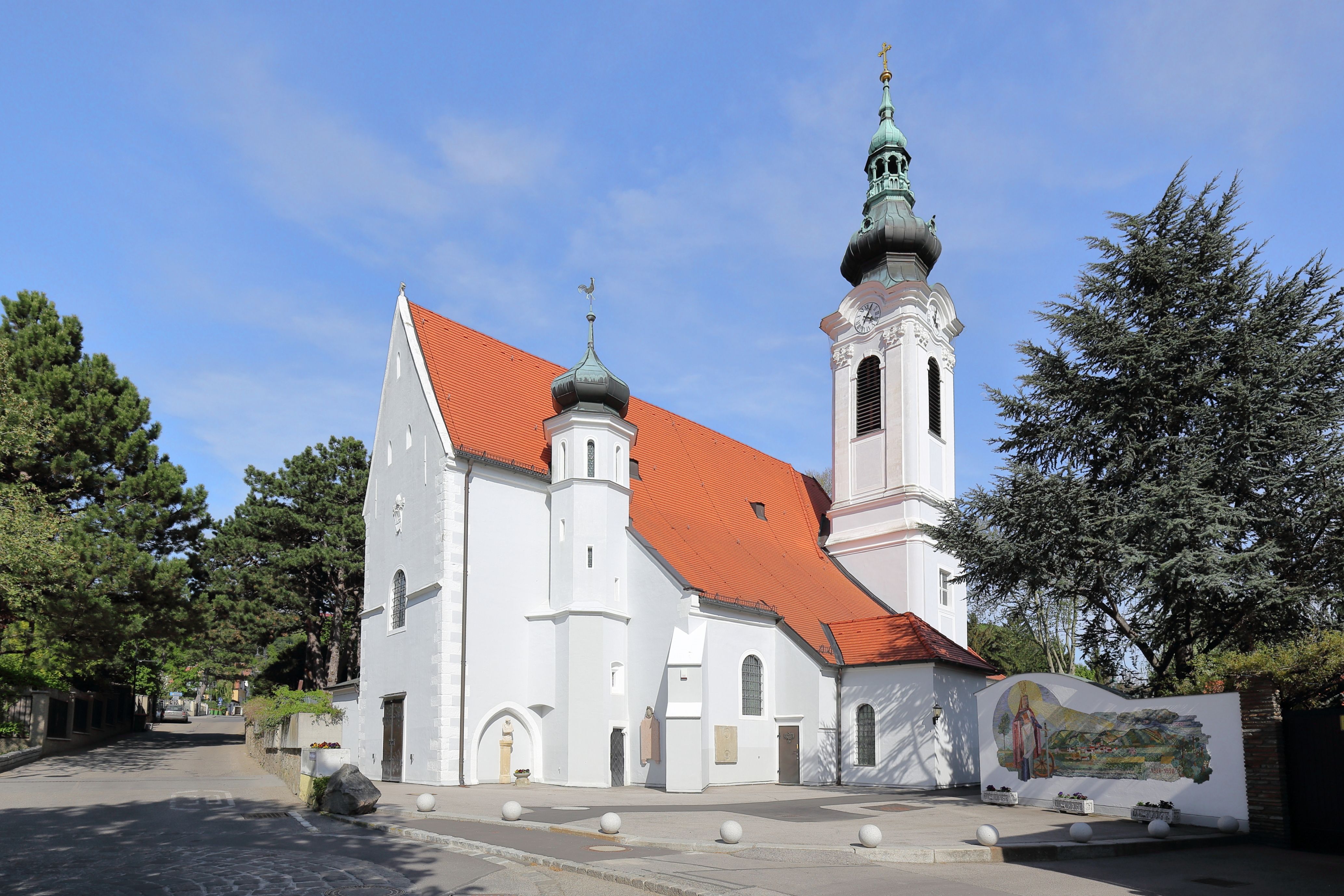
Лангенцерсдорфська парафіяльна церква
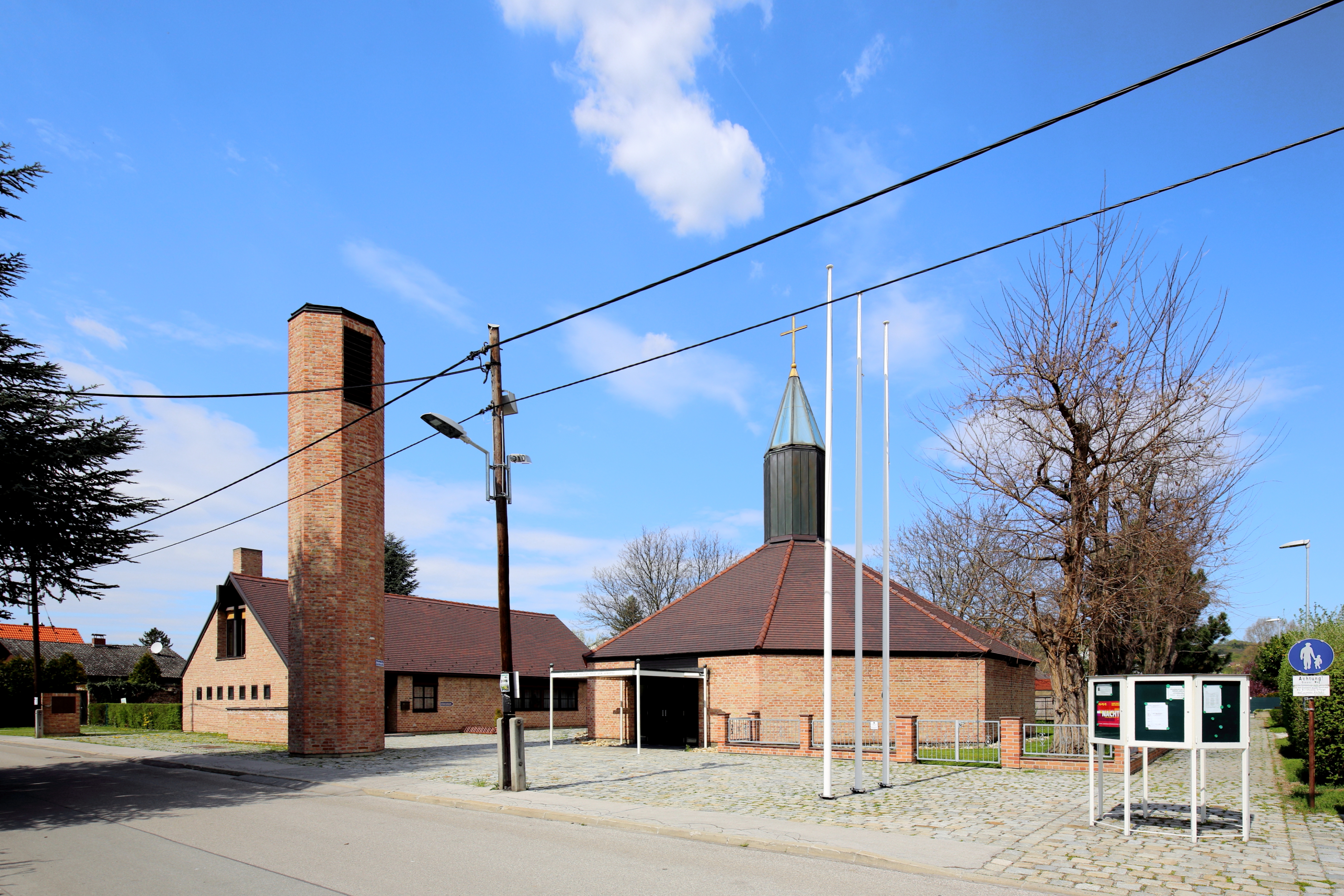
Філіальна церква Лангенцерсдорф-Дірнельвізе
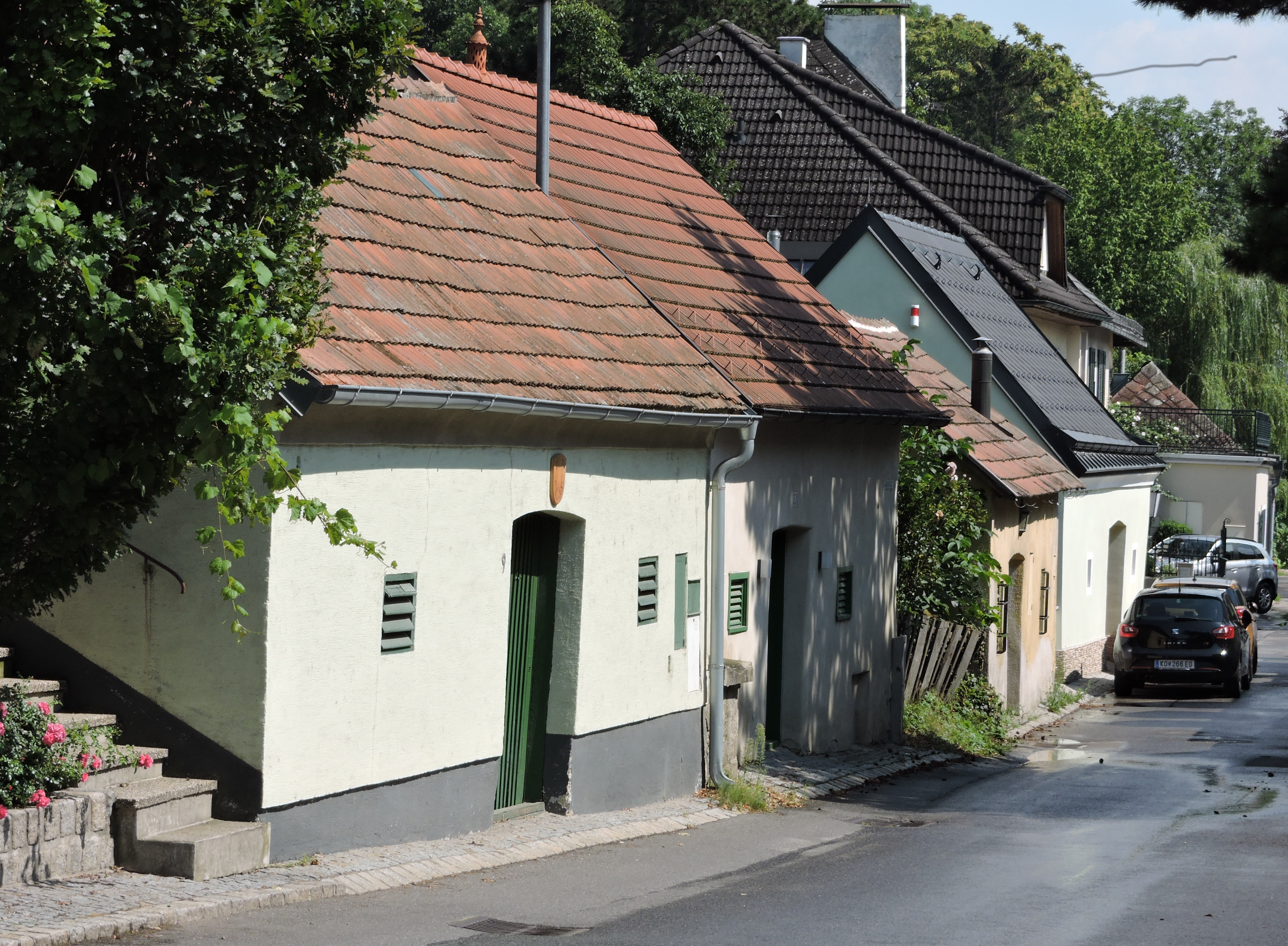
Келлергассе Лангенцерсдорф